# Adolph Saurer

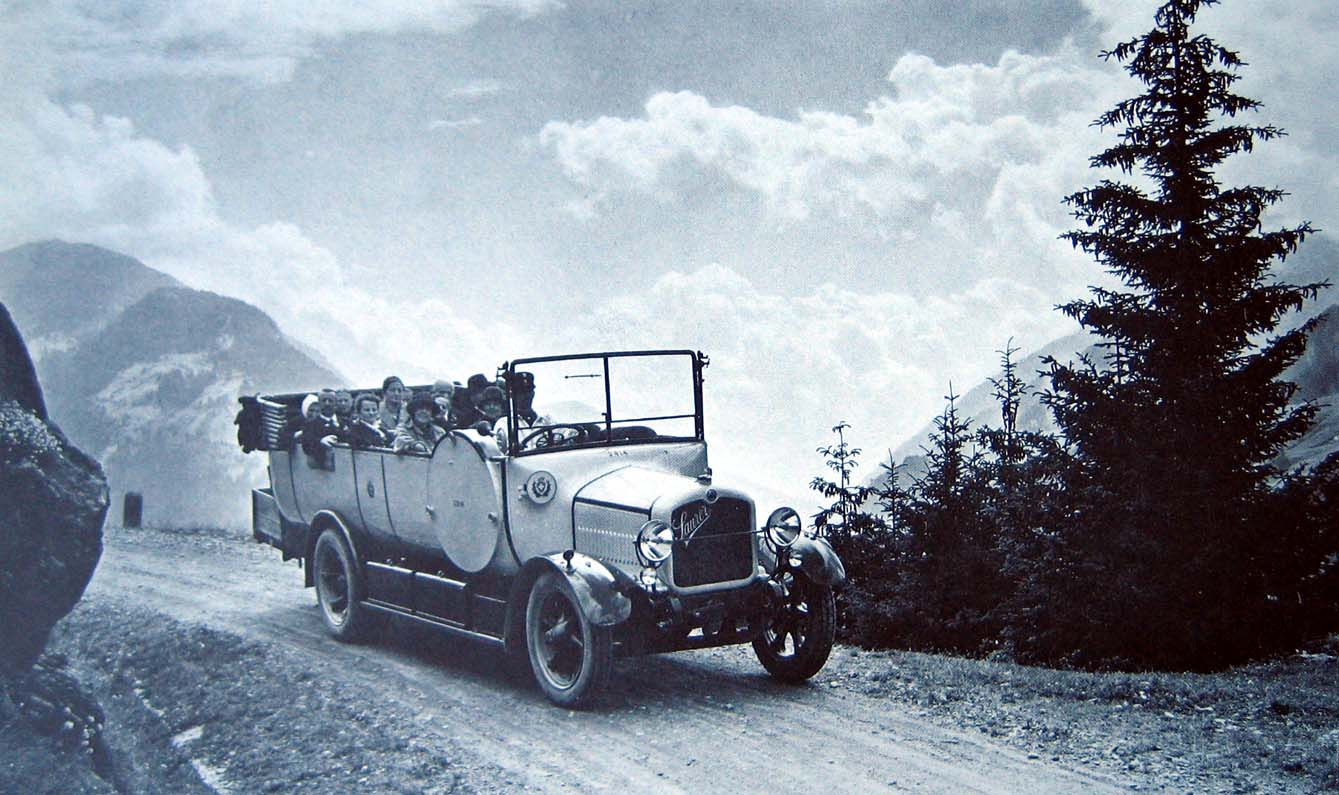
Un torpedone Saurer 60 CV nel 1930

La Adolph Saurer AG è un'azienda metallurgica svizzera con sede ad Arbon, in passato celebre per la costruzione di autovetture e veicoli industriali per uso civile e militare, oltre a raffinati motori diesel.

## Storia
La Saurer prede origine dall'iniziativa di Franz Saurer che, nel 1853, fondò a Saint Georgen, sobborgo di San Gallo, l'omonima fonderia e, nel 1868, iniziò a costruire macchinari tessili, divenendo in pochi anni celebre per la qualità dei prodotti. Dopo la scomparsa del fondatore, avvenuta nel 1882, l'azienda fu diretta dal terzogenito Adolph, che nutriva un grande interesse verso la sperimentazione del motore a scoppio.

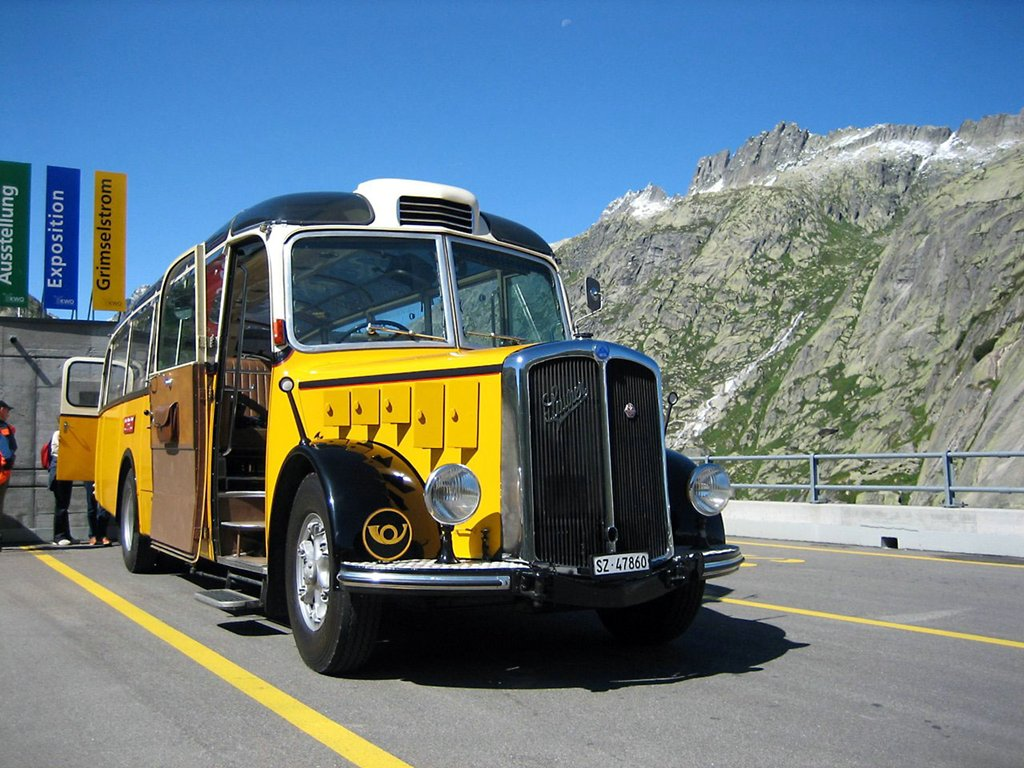
Vecchia corriera postale della Saurer

Nel 1888 Adolph Saurer affiancò ai macchinari tessili una piccola produzione di motori a petrolio e, nel 1896, realizzò la sua prima automobile Saurer, applicando posteriormente un motore monociclindrico da 5 CV ad un carro in allestimento double phaeton. Le molte richieste dei potenziali acquirenti per avere quel veicolo, convinsero l'imprenditore svizzero a realizzare la produzione in serie.
La nuova sezione industriale, destinata esclusivamente alla costruzione di automobili, venne edificata a Neuilly, nel 1898, inserita nel tessuto industriale francese della banlieue parigina che, a quel tempo, era l'unico in grado di fornire accessori e varie componenti meccaniche.

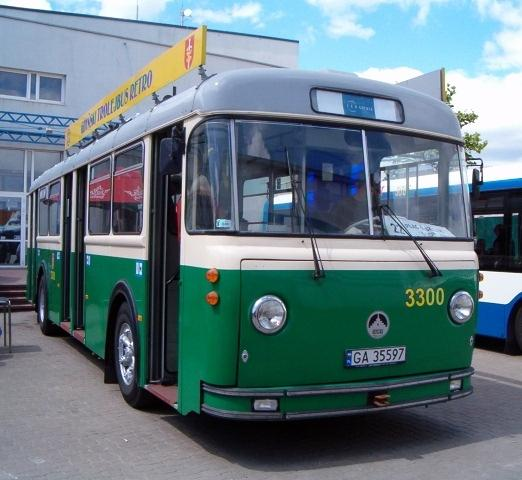
Gdynia: filobus storico Saurer 4TIILM BBC n. 3300

Nei primi anni del XX secolo la produzione automobilistica si amplia a diversi modelli, tutti basati su motore a quattro cilindri in linea, dotato di un efficace sistema di raffreddamento che lo rende molto adatto per l'impiego nei climi torridi delle colonie francesi in Africa e Indocina, dove le automobili Saurer vengono esportate in gran numero.
L'inserimento in fabbrica di Hippolyt Saurer, figlio di Adolph, portò alla realizzazione di veicoli industriali e commerciali. I primi camion Saurer iniziarono ad essere prodotti nel 1903, ottenendo un grande successo per la loro semplicità costruttiva e robustezza. Nel 1908 venne sperimentato l'utilizzo del motore diesel a rotazione veloce, progettato da Heirich Dechamps e costruito su licenza della tedesca Safir.
Alla morte del padre, nel 1920, Hippolyt decide di chiudere la costruzione di autovetture per dedicare ogni sforzo alla produzione di veicoli commerciali pesanti e, nel 1929, di consociare l'azienda alla concorrente svizzera Berna.
Nel 1934 venne brevemente ripresa la produzione automobilistica, installando una catena di assemblaggio di automobili Chrysler. Lo scopo era quello di sperimentare un nuovo motore diesel leggero per vetture da turismo che, tuttavia, non raggiunse la fase di produzione in serie, anche a causa della prematura scomparsa di Hippolyt Saurer, nel 1936, in seguito alle complicazioni di una banale tonsillectomia.
Durante la seconda guerra mondiale furono adattati alcuni modelli di camion per ottenere dei Gaswagen, successivamente utilizzati nello sterminio di ebrei da parte dei nazisti.
La costruzione di autovetture fu definitivamente abbandonata, ma la Saurer-Berna continuò a produrre motori diesel, veicoli militari, autocarri, autobus e filobus semplici o snodati con la carrozzeria in alluminio, molto diffusi in tutta Europa.
Trasformatasi nel 1982 in Nutzfahrzeuggesellschaft Arbon & Wetzikon (NAW), dopo la fusione con la Franz Brozincevic & Cie, Wetzikon (FBW), controllata dalla Daimler-Benz, nel 1990 l'azienda è stata incorporata dalla IVECO e, quindi, definitivamente chiusa nel 2002.
Il marchio Saurer designa oggi uno dei maggiori produttori di macchinari per uso tessile.

## Veicoli militari

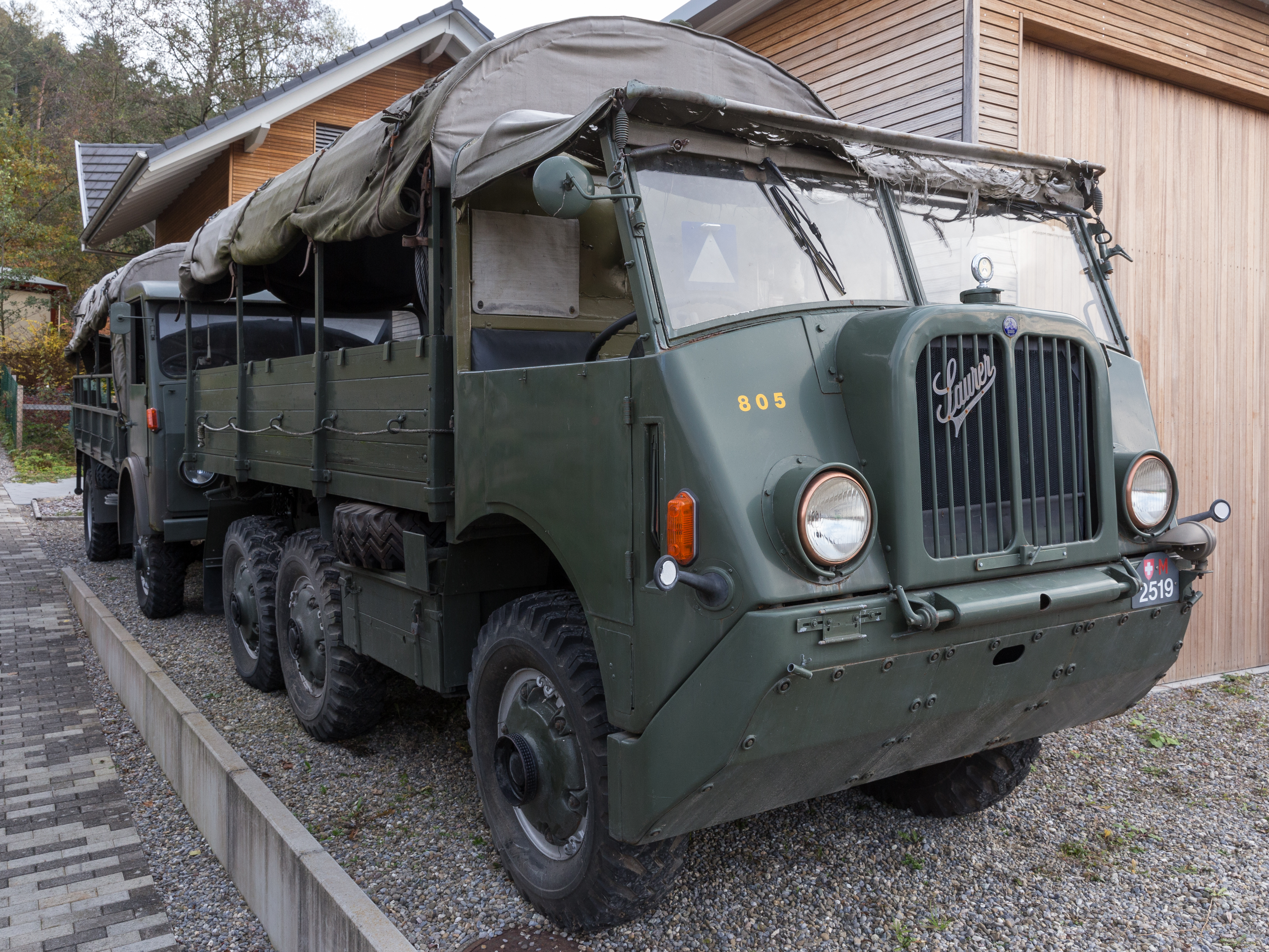
Saurer M6

- SdKfz 254
- Saurer Tartaruga
- Saurer MH4
- Saurer M6
- Saurer 2DM
- Saurer 10DM
- Saurer 2 CM
- Nahkampfkanone 2
- Saurer F006

## Autobus

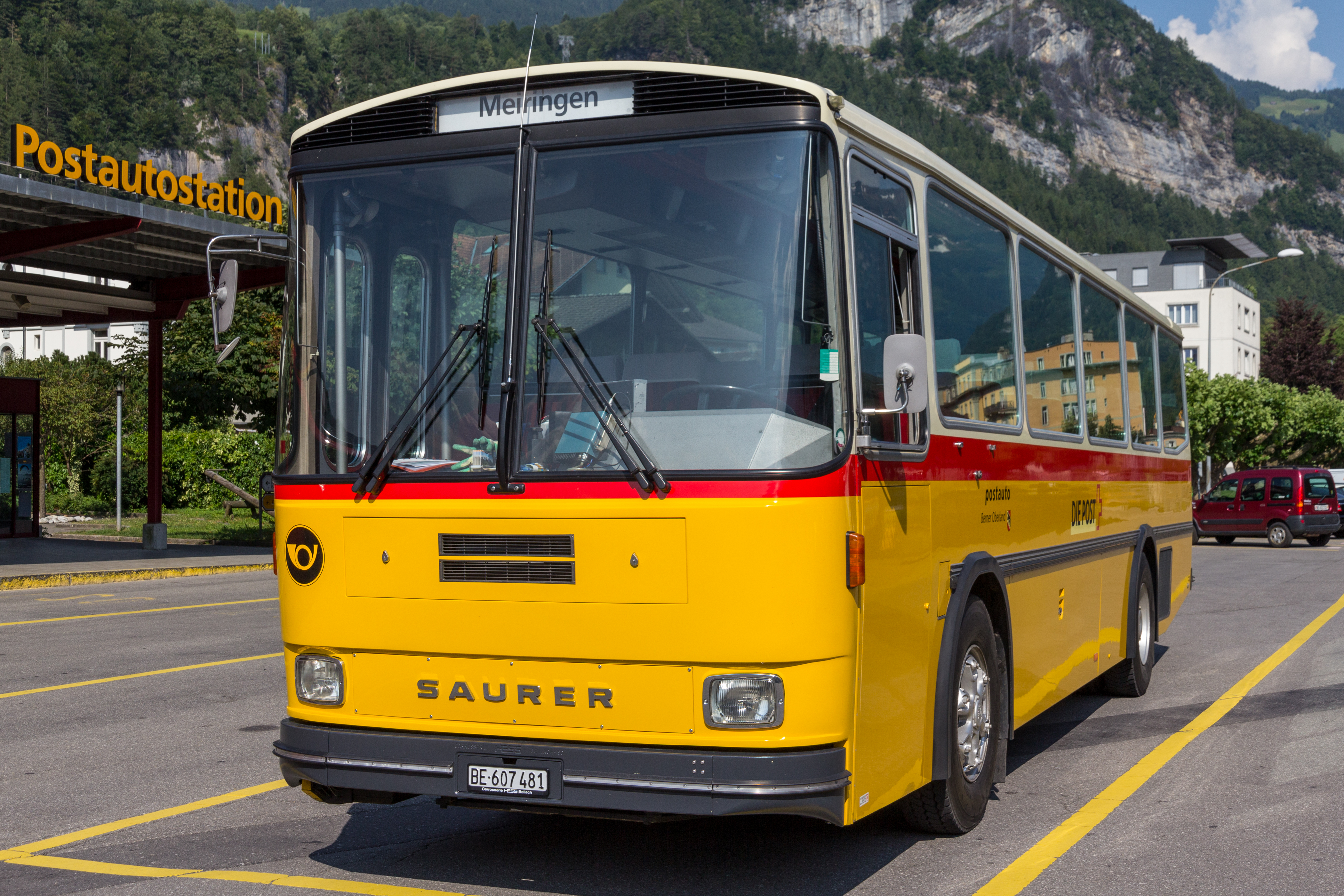
AutoPostale Saurer RH525

- Saurer AD
- Saurer L4C
- Saurer S4C
- Saurer 4H
- Saurer 3DUK-50
- Saurer RH 525-23 (oppure 580-25)
- Saurer Trolleybus 411LM
- Saurer Trolleybus 415
- Saurer Trolleybuss GT560/640-25

## Camion

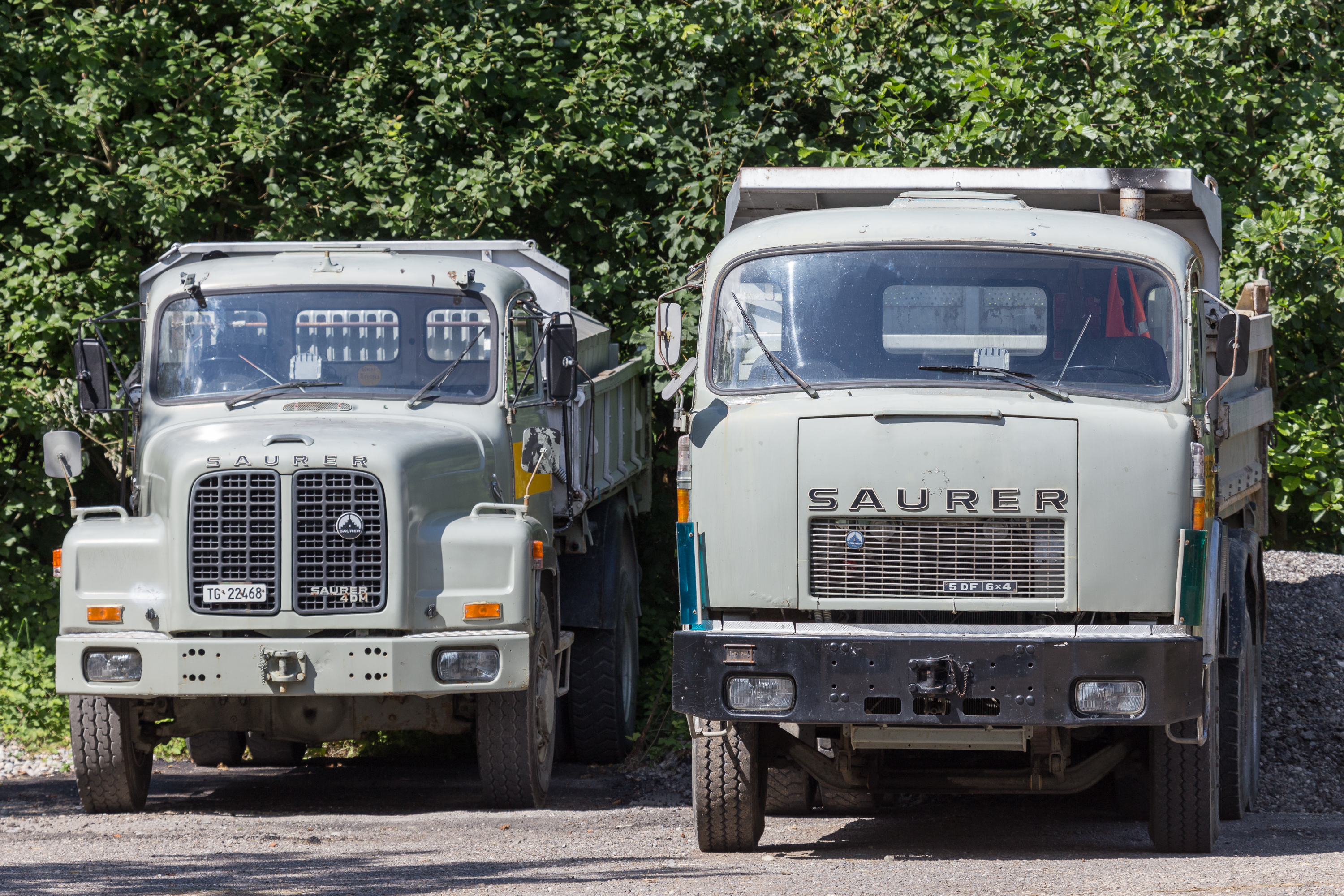
Saurer 4DM e 5DF

- A-Type (1918)
- B-Type (1926)
- C-Type (1934)
- D-Type (1959)
- 2DM  (1959)